# Государственное бюро геодезии и картографии КНР

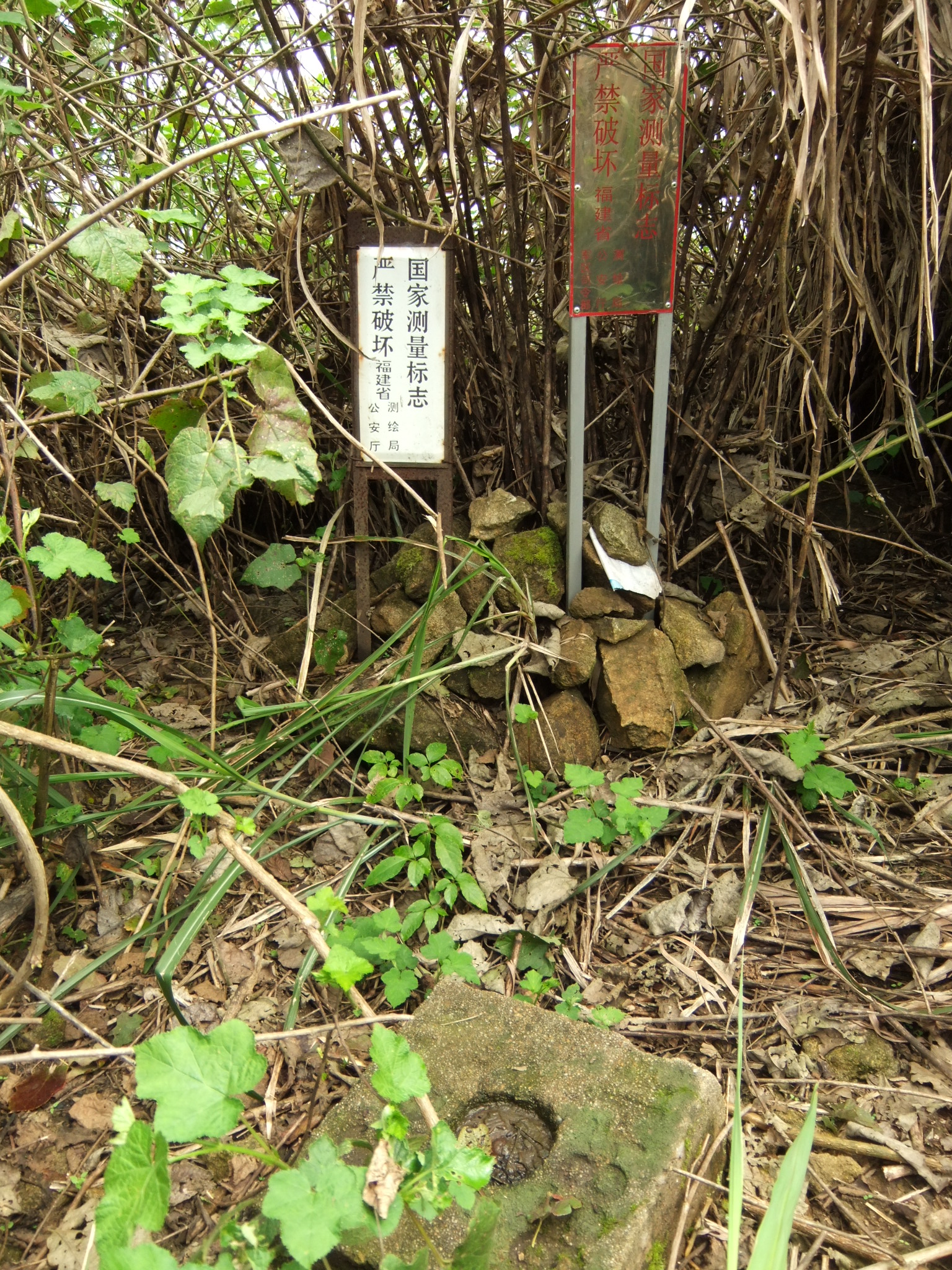
Маркер геодезической системы КНР (гора Цзинь, поселок Гаотоу, провинция Фуцзян)

Государственное бюро геодезии и картографии (кит. 国家 测绘 地理 信息 局) — центральное агентство, ответственное за геодезическую съёмку и картографирование в Китайской Народной Республике. Существовало с 1959 по март 2018 года, было связано с Китайской академией геодезии и картографии.
В январе 2018 года в КНР было введено правило, согласно которому все карты должны быть одобрены Государственным бюро геодезии и картографии до публикации, переиздания, импорта или экспорта. Это правило касается карт, напечатанных в КНР и предназначенных для иностранных потребителей. В марте 2018 года на 13-м Всекитайском съезде народных представителей было объявлено, что вновь сформированное Министерство природных ресурсов будет выполнять функции ранее существовавших Министерства земельных и природных ресурсов, Государственной администрации по вопросам мирового океана и Государственного бюро геодезии и картографии.